# Tcptraceroute
Tcptraceroute ist eine freie Traceroute-Implementierung von Michal C. Toren, die mit TCP-Paketen arbeitet. Tcptraceroute kann unter Windows und den meisten Unix-ähnlichen Betriebssystemen kompiliert werden, für die Linux-Distributionen Debian und Red Hat werden zudem Binärpakete bereitgestellt (ein Quasi-Äquivalent für Windows existiert unter dem Namen tracetcp).
Die unter Microsoft Windows und Unix üblichen Traceroute-Programme senden dagegen ICMP-Echo- oder UDP-Pakete. Das Problem dabei ist, dass viele Router und Firewalls eingehende UDP- und ICMP-Pakete inzwischen blockieren oder verwerfen, bevor das eigentliche Ziel erreicht ist. TCP-Pakete zu einem offenen Port, etwa Port 80 auf einem Webserver können dagegen nicht blockiert werden, da sie ja eine für Router und Firewalls „legale“ Kommunikation darstellen.
Tcptraceroute berücksichtigt Lastverteilungssysteme, d. h. wenn mehrfach gesendete Pakete von verschiedenen Hosts zurückkommen, zeigt Tcptraceroute dies an. Tcptraceroute bietet weiterhin die Option, DNAT zu erkennen.
Die Ergebnisse von Tcptraceroute sind deshalb oft aussagekräftiger als die eines „herkömmlichen“ Traceroutes.
Ein Programm mit ähnlichem Funktionsumfang ist Layer Four Traceroute (LFT).

## Beispiel
```
root@xxx:~$
 
tcptraceroute
 
--track-port
 
--dnat
 
www.wissen.de

```

```
Selected device eth0, address 192.168.192.168 for outgoing packets
Tracing the path to www.wissen.de (195.71.125.85) on TCP port 80 (www), 30 hops max
 1  85.214.16.1  0.442 ms  0.291 ms  0.285 ms
 2  81.169.160.197  0.550 ms  0.308 ms  0.301 ms
 3  81.169.160.37  0.660 ms  0.445 ms  0.369 ms
 4  PC1.bln2-g.mcbone.net (194.97.172.145)  0.379 ms  0.349 ms  0.284 ms
 5  lo0-0.lpz2-j2.mcbone.net (62.104.191.208)  4.415 ms  4.335 ms  4.393 ms
 6  ge-2-0-0-0.ffm4-j2.mcbone.net (62.104.191.199)  12.419 ms  12.384 ms  12.396 ms
 7  L0.ffm5-g.mcbone.net (62.104.191.150)  12.554 ms  12.502 ms  12.666 ms
 8  rmws-frnk-de16.nw.telefonica.de (80.81.193.89)  12.604 ms  12.557 ms  12.524 ms
 9  rmwc-frnk-de02-pos-1-2.nw.mediaways.net (213.20.249.197)  12.982 ms  12.942 ms  12.889 ms
10  rmwc-frnk-de01-pos-7-0.nw.mediaways.net (195.71.254.105)  19.635 ms  19.623 ms  19.548 ms
11  rmwc-gtso-de01-pos-1-0.nw.mediaways.net (195.71.254.121)  19.472 ms  19.431 ms  19.377 ms
12  217.188.58.204  19.617 ms  19.730 ms  19.593 ms
      Detected DNAT to 10.231.5.142:81
13  195.71.125.68  19.541 ms
      Detected DNAT to 10.228.16.37:81
    195.71.125.68  19.570 ms  19.621 ms
14  195.71.125.85 [open]  19.636 ms  19.672 ms  21.889 ms
```